# Ayer noticia, hoy dinero
Ayer noticia, hoy dinero fou un concurs de televisió emès per TVE el 1961 els divendres a les 22:15h.

## Mecànica
Patrocinat per la marca Nescafé i emès des dels estudis de Miramar de Barcelona, els concursants havien de respondre a preguntes relacionades amb esdeveniments que haguessin ocorregut en un any concret. Podien, a més, consultar telefònicament, amb un equip d'experts (El equipo S.O.S.) que disposaven d'abundant bibliografia.
El programa va aconseguir un enorme èxit en la televisió del moment, sent la seva primera guanyadora la universitària María Teresa de Gispert, que va romandre cinc setmanes en el concurs i va obtenir un premi de 45.000 pessetes.